# Maytenus dhofarensis
Maytenus dhofarensis là một loài thực vật thuộc họ Celastraceae. Loài này có ở Oman và Yemen. Chúng hiện đang bị đe dọa vì mất môi trường sống.